# زينة الراسي
زينة الراسي(30 أكتوبر 1980-) إعلامية لبنانية

## حياتها الخاصة
ولدت في بيروت، درست التسويق في الجامعة الأمريكية ببيروت وأصول الصورة الشخصيّة الاحترافيّة في فرنسا، تزوجت في سن السابعة عشرة من رجل من عائلة الحاج ورزقت بإبنتها الوحيدة يارا في عام 1998 لكنها انفصلت عنه لاحقا

## مشوارها المهني
- دخلت مجال الإعلام في العام 2000 عن طريق المؤسسة اللبنانية للإرسال ال بي سي أول برنامج لها كان let's find out برنامج تثقيفي للأطفال بعدها قدمت برنامج سفرة دايمة ، في العام 2002 شاركت بتقديم برنامج منوع الموجه للمرأة يومي بعنوان وقت الشاي أوتي تايم  مع عدة زملاء أمثال شربل راجي وسنا نصر حتى العام 2005 ، كما شاركت بتقديم عدة حفلات وسهرات فنية على شاشة ال بي سي
- في العام 2005 قدمت برنامجا شبابيا مع عدة شباب من عدة جنسيات عربية بعنوان  هواكم حتى العام 2006 ، غابت بعدها لتفرغها لحياتها الشخصية
- عادت في يونيو 2015 عبر المؤسسة اللبنانية للإرسال لتقدم نشرة أحوال الطقس ضمن الأخبار المسائية قبلها تدربت شهرا ونصف مع زميلها جو القارح
- في التاسع من نوفمبر 2015 بدأت بتقديم المجلة اليومية المنوعة بتحلى الحياة مع زميلاتها كارلا يونس، عفاف دمعة ولين سليمان من إنتاج المؤسسة اللبنانية للإرسال ورولا سعد (منتجة) لكنها غابت في الموسم الثاني لتنفرد بإطلالتها خلال تقديم النشرة الجوية[4] وفي مارس 2017 قدمت برنامج المسابقات «يومية» و«اللوتو اللبناني».[5][6][7]
- في أكتوبر 2017 قدمت برنامج هي غنيتي "The play list" بمشاركة زميلها طوني بارود [8]